# Albiânidas
Os albiânidas (em armênio: Աղբիանոսյաններ; romaniz.: Ałbianosyanner) eram uma família clerical da Grande Armênia, nos séculos IV-V, fundada pelo bispo Albiano.

## História
Segundo Agatângelo, depois que o Cristianismo foi declarado religião oficial no Reino da Armênia, Albiano, filho de um padre, foi ordenado bispo. A elevada posição e prestígio na vida religiosa deram a Albiano o privilégio de participar das reuniões dos conselheiros do palácio e na discussão de questões importantes do país. Astisata, que pertencia aos albiânidas, manteve a sua primazia como centro espiritual. Fausto, o Bizantino chama a igreja de Astisata de "a grande e primeira igreja mãe", apontando sua antiguidade sobre todas as igrejas armênias. Nos séculos IV e V, os albiânidas continuaram sendo os principais oponentes dos gregóridas, a linhagem que descendia de Gregório, o Iluminador, na competição pelo episcopado da Igreja Apostólica Armênia e muitas vezes ganharam vantagem.
A ascensão dos albiânidas e gregóridas ao trono patriarcal foi determinada principalmente pela política externa do reino. Os descendentes de Gregório inclinavam-se ao Império Romano, eram desleais ao Império Sassânida da Pérsia e aos reis arsácidas que tentavam aliar-se aos sassânidas. Os albiânidas procuraram permanecer unidos à vizinha Pérsia e libertar a Igreja Armênia do controle do Império Romano. Em 373, Hesíquio II dos albiânidas tornou-se católico por iniciativa do rei Papa (r. 370–374), sem a ordenação do grande bispo de Cesareia, o que, na prática, tornou a Igreja Armênia independente. Na segunda metade do século V, os albiânidas perderam sua relevância política e desaparecem das fontes.